# Sans famille (film, 1934)
Pour les articles homonymes, voir Sans famille (homonymie).
Pour plus de détails, voir Fiche technique et Distribution.
Sans famille est un film français réalisé par Marc Allégret en 1934, d'après le roman d'Hector Malot Sans famille.

## Synopsis
Rémy, un enfant volé, est adopté par un vagabond, avec qui il va parcourir la France. Après la mort de ce père adoptif, il fait la connaissance d'un garçon qui connaît une partie de son histoire, puis s'embarque pour l'Angleterre où il retrouvera sa mère.

## Fiche technique
- Titre français : Sans famille
- Réalisation : Marc Allégret
- Assistant : Yves Allégret
- Scénario : André Mouëzy-Éon, d'après le roman éponyme d'Hector Malot
- Décors : Robert Gys, Alexandre Trauner
- Photographie : Jean Bachelet
- Son : Joseph de Bretagne
- Montage : Yvonne Martin
- Musique : Maurice Yvain
- Production : Pierre Braunberger
- Société de production : Société Agatos
- Pays d’origine :  France
- Langue originale : français
- Format : Noir et blanc — 35 mm — 1,37:1 — son Mono
- Genre : drame
- Durée : 114 minutes
- Dates de sortie :  France : 26 novembre 1934
- Affiche : Jean-Adrien Mercier[réf. nécessaire]

## Distribution
- Vanni Marcoux : Vitalis
- Dorville : Driscoll
- Robert Lynen : Rémi
- Madeleine Guitty : la mère Driscoll
- Aimé Clariond : James Milligan
- Claire Gérard : Mère Barberin
- Georges Vitray : Père Barberin
- Pierre Darteuil : le docteur
- Jeanne Bérangère : Lady Milligan
- Odette Laigre : Éva
- André Laurens : Arthur Milligan
- Serge Grave : Mattias
- Paulette Élambert : Lizzie
- Anthony Gildès : le grand-père Driscoll
- Philippe Richard : le commissaire
- Georges Dumas : Nan
- Paul Élambert : Allen
- Raymond Bussières : complice de Driscoll

## Autour du film
- À  la fin du tournage, Marc Allégret tomba malade et confia à Claude Autant-Lara le soin de terminer le film à sa place.
- Toute l'équipe du tournage fait des apparitions dans le film : Alexandre Trauner et Lazare Meeson (décorateurs) et même Jacques Prévert[1]
- Pierre Braunberger a écrit une bonne partie du scénario mais ne le signa pas[2].
- Le tournage eut lieu au printemps 1934 pour les extérieurs et durant l'été aux studios de Boulogne-Billancourt.
- L'acteur Robert Lynen connut une fin tragique. Engagé dans la Résistance au sein du réseau Alliance à Marseille, il fut arrêté en 1943 par la Gestapo à Cassis sur dénonciation, puis fusillé le 1er avril 1944 à Karlsruhe. Il avait 23 ans.

## Lieux de tournage
- Alet-les-Bains, place de la République. Scène où Vitalis rencontre Rémi
- Limoux, place de la République. Scène où Vitalis et Rémi font un spectacle devant la population
- Trèbes, pont canal de l'Orbiel. Sur le Canal du midi où est amarrée la péniche.
- Carcassonne. Maison d'arrêt et fontaine à l'entrée de la Cité médiévale.